# Fusciphantes
Genre
Fusciphantes est un genre d'araignées aranéomorphes de la famille des Linyphiidae.

## Distribution
Les espèces de ce genre sont endémiques du Japon.

## Liste des espèces
Selon World Spider Catalog (version 18.5, 11/08/2017) :
- Fusciphantes enmusubi (Ihara, Nakano & Tomikawa, 2017)
- Fusciphantes hibanus (Saito, 1992)
- Fusciphantes iharai (Saito, 1992)
- Fusciphantes longiscapus Oi, 1960
- Fusciphantes nojimai (Ihara, 1995)
- Fusciphantes occidentalis (Ihara, Nakano & Tomikawa, 2017)
- Fusciphantes okiensis (Ihara, 1995)
- Fusciphantes saitoi (Ihara, 1995)
- Fusciphantes setouchi (Ihara, 1995)
- Fusciphantes tsurusakii (Ihara, 1995)

## Publication originale
- Oi, 1960 : Linyphiid spiders of Japan. Journal of Institute of Polytechnics, Osaka City University, vol. 11D, p. 137-244.